# World Jewish Relief
Le World Jewish Relief (« Secours juif mondial »), de son nom complet Central British Fund for World Jewish Relief, est une organisation d'aide humanitaire britannique destinée aux Juifs comme aux non-Juifs à l'extérieur des frontières du Royaume-Uni.

## Histoire
Le World Jewish Relief (WJR) a été fondé en 1933 sous le nom de « Central British Fund for German Jewry » (CBF), appellation qu'il conserve jusqu'en 1995, date à laquelle il devient le « Central British Fund for World Jewish Relief ».
L'objectif de la CBF, en 1933, était de porter secours aux Juifs allemands persécutés par les nazis. L'association a joué un rôle décisif dans l'organisation du Kindertransport qui a sauvé environ 10 000 enfants allemands et autrichiens. Elle a sauvé en tout 65 000 enfants avant la Seconde Guerre mondiale. 
Au lendemain de la guerre, la CBF a permis de recueillir en Grande-Bretagne 732 enfants survivants de la Shoah, grâce au philanthrope Leonard Montefiore. Les 300 premiers d'entre eux sont arrivés en août 1945 dans un village de Cumbria situé près du lac Windermere. On les surnomme les « enfants de Windermere », ou encore « The Boys », car, sur ces 732 enfants, 200 seulement étaient des filles.
Le WJR est aujourd'hui l'un des principaux acteurs du développement au Royaume-Uni. Il dirige aussi des programmes humanitaires en ex-Union soviétique, en Europe de l'Est, en Afrique et en Asie. Le Prince Charles compte parmi les soutiens de l'association depuis 2015.